# Uładzimir Karpiak
Uładzimir Walancinawicz Karpiak (biał. Уладзімір Валянцінавіч Карпяк, ros. Владимир Валентинович Карпяк, Władimir Walentinowicz Karpiak; ur. 22 lipca 1967 w Nowych Okmianach) – białoruski inżynier i polityk, w latach 2008–2012 deputowany do Izby Reprezentantów Zgromadzenia Narodowego Republiki Białorusi IV kadencji.

## Życiorys
Urodził się 1 czerwca 1961 roku w mieście Nowe Okmiany, w Litewskiej SRR, ZSRR. Ukończył Ryski Instytut Politechniczny, uzyskując wykształcenie inżyniera elektryka automatyzacji, a także Akademię Zarządzania przy Prezydencie Republiki Białorusi, uzyskując wykształcenie menedżera ekonomisty. Pracę rozpoczął jako inżynier obsługi przekazu Chmielnickiego Północnego Przedsiębiorstwa Sieci Elektrycznych w Szepetówce w Ukraińskiej SRR. Następnie pracował jako energetyk Cechu Wulkanizacji Nr 2, starszy mistrz ds. remontu wyposażenia elektrycznego Cechu Wulkanizacji Nr 1, inżynier ds. organizacji, eksploatacji i remontu pierwszej kategorii wydziału głównego energetyka, główny energetyk, zastępca głównego inżyniera ds. rozwoju technicznego, główny inżynier – pierwszy zastępca dyrektora Zakładu Opon Masowych Spółki „Biełszyna” w Bobrujsku.
27 października 2008 roku został deputowanym do Izby Reprezentantów Zgromadzenia Narodowego Republiki Białorusi IV kadencji z Bobrujskiego-Pierszamajskiego Okręgu Wyborczego Nr 79. Pełnił w niej funkcję członka Stałej Komisji ds. Przemysłu, Kompleksu Paliwowo-Energetycznego, Transportu, Łączności i Przedsiębiorczości. Od 13 listopada 2008 roku był członkiem Narodowej Grupy Republiki Białorusi w Unii Międzyparlamentarnej.

## Odznaczenia
- Gramota Pochwalna Rady Ministrów Republiki Białorusi[1].

## Życie prywatne
Uładzimir Karpiak jest żonaty, ma córkę i syna.